# Vera Petrovna Mareckaja
Vera Petrovna Mareckaja (oroszul: Вера Петровна Марецкая; Barviha, Moszkvai kormányzóság, 1906. július 31. – Moszkva, 1978. augusztus 17.) orosz-szovjet színésznő.

## Pályája
A moszkvai Vahtangov Színház stúdiójában végezte színi tanulmányait, ott ismerkedett meg a leendő színházi rendezővel és első férjével, Jurij Zavadszkijjal. Tanulmányai után, 1924-től Zavadszkij frissen alakított stúdiójában, majd színházában lépett fel. Később elváltak. Zavadszkij – és vele  Mareckaja is – négy évig Rosztov-na-Donu város színházában dolgozott. 1940-ben visszakerült Moszkvába, és stúdiószínházából létrehozták a Moszszovjet Színházat, melynek rendezője (később főrendezője), Mareckaja pedig a társulat vezető színésznője lett, színházi karrierje végéig az is maradt.

### Filmszerepei
Filmen először a kor híres rendezője, Jakov Protazanov ideologikus drámai történetében, majd szintén 1925-ben a rendező első vígjátékában szerepelt. Némafilmes korszakában a Ház a Trubnaja téren című szatíra (1928, rendező Borisz Barnet) szerény falusi lányának szerepében tűnt ki.
Az 1930-as évek erősen propagandisztikus filmjeiben Mareckaja a  kor pozitív hősnőit, a rendszer mellett szilárdan kiálló, harcolni kész asszonyok figuráit személyesítette meg. Élethűen, nagy elhitető erővel formálta meg A kormány tagja központi alakját és így részben feledtetni tudta a történet illusztratív jellegét: az egyszerű falusi asszony a kolhoz megszervezője, végül a „kormány tagja” (valójában: a Legfelsőbb Tanács tagja) lesz.  A forgatás előtt a színésznő hosszabb ideig falun lakott, hogy megismerje a parasztasszonyok életét.
Tapasztalatait felhasználhatta a háború utáni első, valószínűleg legsikeresebb főszerepében. Mark Donszkoj Egy életen át című filmdrámája az I. világháborútól a II. világháború végéig követi főhőse, a Szmolnij Intézetben végzett és egy távoli vidékre kerülő falusi tanítónő életét. Mareckaja szerint a forgatókönyv kiváló lehetőséget nyújtott számára egy ügy érdekében a javakról lemondani kész, önfeláldozó asszony, a korabeli orosz valóság tipikus nőalakjának megalkotására. Évekkel később ismét Mark Donszkoj rendezésében állt felvevőgép elé, hogy eljátssza Gorkij híres regénye, Az anya filmváltozatának címszerepét. Életének utolsó két évtizedében már alig filmezett. Utolsó előtti munkájában (Könnyű élet) partnere Jurij Jakovlev volt.

## Magánéletéről
Az 1930-as években Mareckaja két fivérét, akik pártiskolát végeztek és Buharin köréhez tartoztak, egymás után letartóztatták, soha nem kerültek elő. 1941 júniusában, a német támadás utáni napokban húga is eltűnt; hamarosan kiderült, hogy börtönben van. Két évvel később kiengedték, de csak az 1960-as években költözhetett vissza a fővárosba.
Miután Zavadszkijtól elvált, Mareckaja másodszor egy kevéssé ismert színészhez, Georgij Troickijhoz ment férjhez. A háború idején a hátországba telepített (evakuált) színház társulatával Alma-Atában tartózkodott. Éppen befejezték a Tovaris P. (Ő a hazát védi) című filmet – központi figurája egy parasztasszony, akinek férje meghal a háborúban –, amikor megtudta, hogy férje elesett a fronton. Harmadszor nem ment férjhez. Első házasságából fia, a másodikból leány született.

## Filmjei
- 1925 – Lenin hívó szava (Его призыв ) – (R. Jakov Protazanov)
- 1925 – A torzsoki szabó (Закройщик из Торжка) – (R. Jakov Protazanov)
- 1927 – A föld fogságban (Земля в плену) – (R. Fjodor Ozep)
- 1928 – Ház a Trubnaja téren (Дом на Трубной) – (R. Borisz Barnet)
- 1929 – A két Buldi (Два-Бульди-Два) – (R. Nyina Agadzsanova-Sutko, Lev Kulesov)
- 1929 – Évi 120 ezer (Сто двадцать тысяч в год) – (A film nem maradt fenn.)
- 1929 – Élő holttest (Живой труп) – (R. Fjodor Ozep)
- 1930 – Szégyen megmondani (Стыдно сказать) – (Egészségügyi felvilágosító film)
- 1935 – Szeretet és gyűlölet (Любовь и ненависть) – (R. Albert Gendelstejn)
- 1936 – Párizs hajnala (Зори Парижа) – (R. Grigorij Rosal)
- 1936 – Győztesek nemzedéke (Поколение победителей) – (R. Vera Sztrojeva)
- 1939 – A kormány tagja (Член правительства) – (R. Alekszandr Zarhi, Joszif Hejfic)
- 1941 – Az Artamonov család (Дело Артамоновых) – (R. Grigorij Rosal)
- 1942 – Győzhetetlen brigád (Котовский) – (R. Alekszandr Fajncimmer)
- 1943 – Tovaris P. [Ő a hazát védi] (Она защищает Родину) – (R. Fridrih Ermler)
- 1944 – Lakodalom (Свадьба) – (Csehov komédiája és novellái alapján. R. Iszidor Annyenszkij)
- 1947 – Egy életen át (Сельская учительница) – (R. Mark Donszkoj)
- 1949 – Van hazájuk (У них есть Родина) – (R. Vlagyimir Legosin, Alekszandr Fajncimmer)
- 1955 – Az anya (Мать) – (Címszereplő Makszim Gorkij regényének filmváltozatában. R. Mark Donszkoj)
- 1956 – Poljusko-polje (Полюшко-поле) – (R. Vera Sztrojeva)
- 1962 – Jó emberek között (Среди добрых людей) – (R. Jevgenyij Brjuncsugin, Anatolij Bukovszkij)
- 1964 – Könnyű élet (Лёгкая жизнь) – (R. Venyiamin Dorman)
- 1969 – Éjjeli csengetés (Ночной звонок) – (Tv-film. R. Valerian Kvacsadze)
- 1972 – Ismeri Ön Vera Mareckaját?  (Tv, portréfilm a színésznőről)